# Edith Schwartz Clements
Edith Gertrude Schwartz Clements  (* 5. Oktober 1874 in Albany (New York), Vereinigte Staaten; † 30. Juni 1971 in Santa Barbara, Kalifornien) war eine US-amerikanische Botanikerin und botanische Illustratorin.   Sie promovierte als erste Frau an der University of Nebraska. Sie war eine der ersten Frauen, die die Auswirkungen von Umweltfaktoren auf Pflanzen untersuchte und damit große Fortschritte in der aufkommenden Pflanzenökologie ihrer Zeit erzielte.

## Leben und Werk
Edith Clements war die Tochter des New Yorker Geschäftsmanns George Schwartz und Emma Young Schwartz. Nach einem Germanistikstudium an der University of Nebraska (UNL), wo sie 1898 ihren Bachelor-Abschluss erhielt, unterrichtete sie dort bis 1900 als Dozentin für Deutsch. Während dieser Zeit lernte sie ihren zukünftigen Ehemann Frederic Edward Clements kennen, einen Assistenzlaborprofessor in der Botanikabteilung. 1899 heiratete sie ihn und begann Botanik zu studieren. Sie promovierte 1906 als erste Frau an der University of Nebraska mit der Dissertation mit dem Titel The Relation of Leaf Structure to Physical Factors. Anschließend bekam sie eine Stelle als Assistentin für Botanik an der University of Nevada, wo ihr Mann lehrte.

### Lebenslange berufliche Partnerschaft mit Frederic Edward Clements
In ihrer lebenslangen beruflichen Partnerschaft mit ihrem Ehemann sammelten sie gemeinsam ökologische Forschungsergebnisse. 1900 gründete sie mit ihrem Ehemann eine botanische Forschungsstation am Pikes Peak, das Alpine Laboratory. Sie leitete das Labor, war an der Ausbildung zukünftiger Botaniker und Ökologen beteiligt und erstellte verschiedene Pflanzenführer.
1911 nahm sie mit ihrem Ehemann und weiteren Wissenschaftlern, Oscar Drude, Jean Massart, Carl Hansen Ostenfeld, Carl Axel Magnus Lindman, Henry Chandler Cowles, Elizabeth Waller Cowles, George Claridge Druce, Eduard August Rübel, Carl Schroeter, an der ersten Internationalen Phytogeographischen Exkursion (IPE) in Deutschland, der Schweiz und England teil. In Briefen an ihre Mutter dokumentierte sie die Entdeckungen und Orte, wie Fahrten auf der Lapland und der USS Pretoria (1897).
1925 gründeten sie ein Winterhaus und Versuchsgärten in Santa Barbara und arbeiteten in den Wintermonaten in diesem Coastal Laboratory. Mit Mitteln der Carnegie Institution for Science führten sie Forschungen durch, die darauf abzielten, die Herkunft von Arten in der Pflanzenwelt anhand der Auswirkungen physikalischer Faktoren in ihrer Umgebung zu bestimmen. In den Laboratorien arbeiteten oft Ökologiestudenten und  Wissenschaftler, die sich für die Untersuchung von Problemen in der Land- und Forstwirtschaft sowie den Bodenschutz interessierten.
In den 1930er Jahren reisten sie durch die Great Plains und den Südwesten, um Maßnahmen zu erforschen, die die zerstörerischen Auswirkungen der Dust Bowl auf das Land verringerten.
Nach dem Tod ihres Ehemannes 1945 führte sie ihre botanische Forschung fort und veröffentlichte wissenschaftliche Arbeiten sowie Memoiren über ihr Leben und das ihres Mannes und Expeditionen.
Clements wurde 2012 für die Nebraska Hall of Fame nominiert.
Die Standard-Autorenabkürzung E.G.Clem. wird verwendet, um sie bei der Nennung eines botanischen Namens als Autorin anzugeben.

## Illustrationen für ihr Buch „Rocky Mountain Flowers“ (Auswahl)

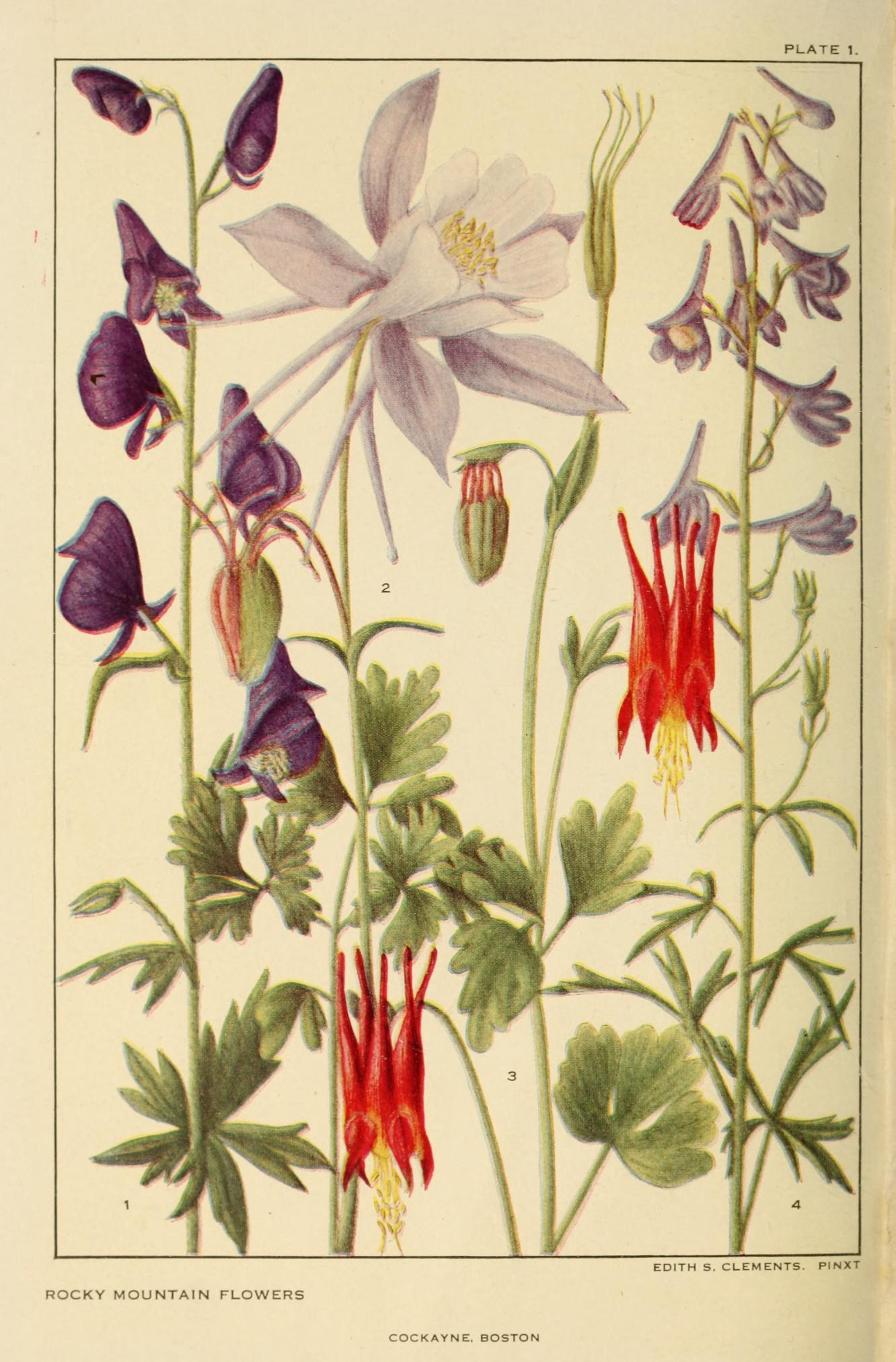
Tafel 1
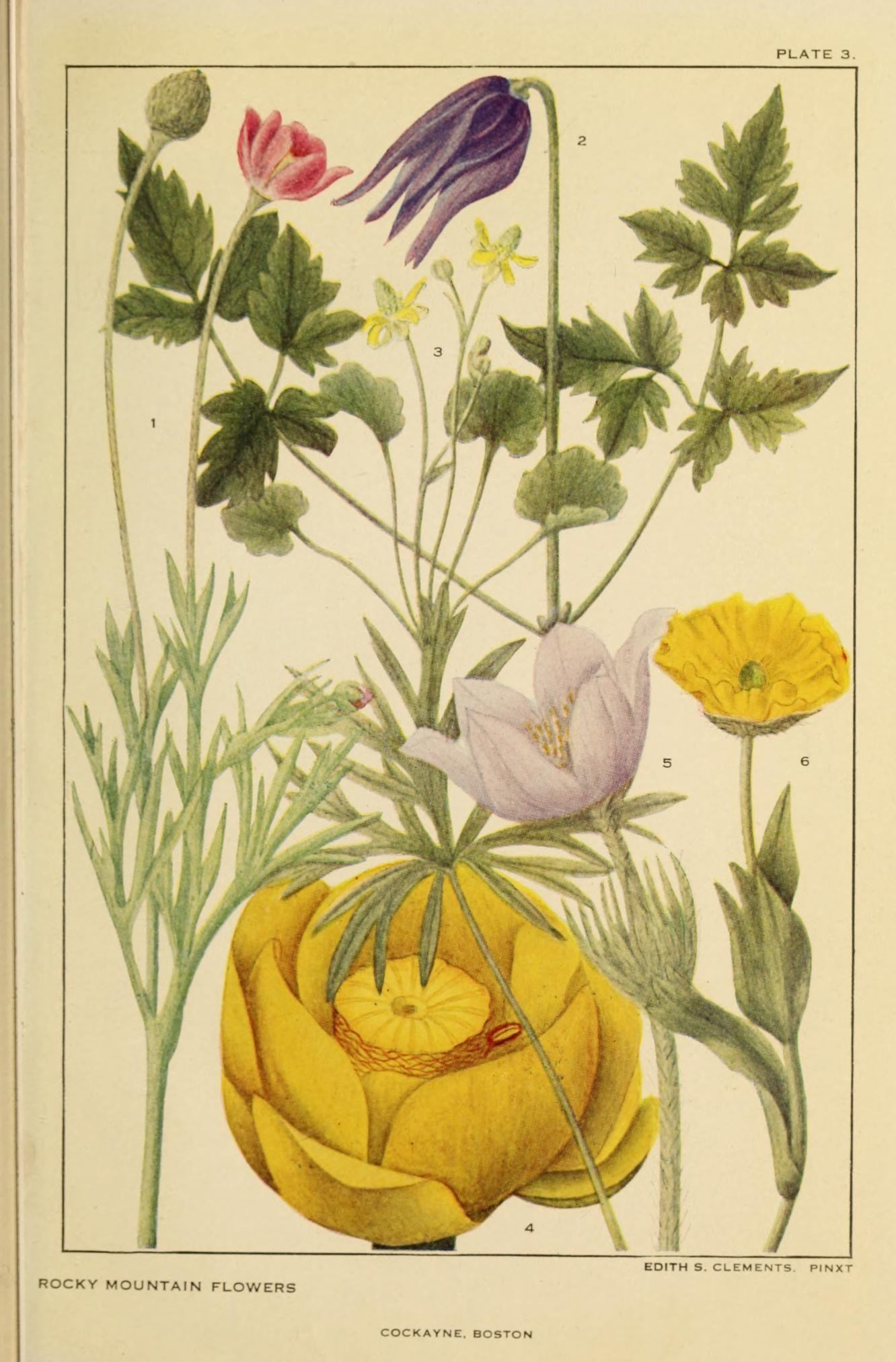
Tafel 3
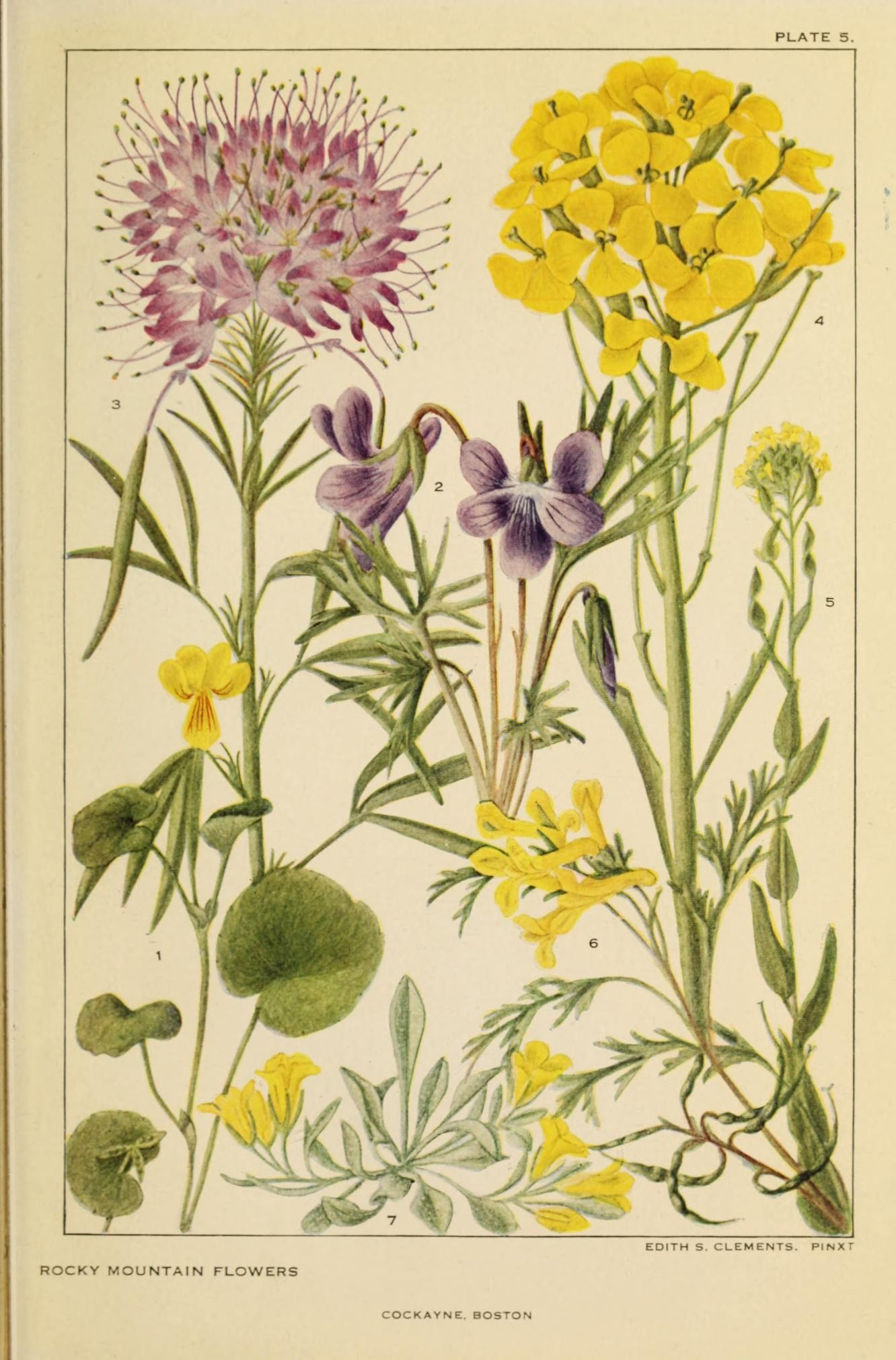
Tafel 5
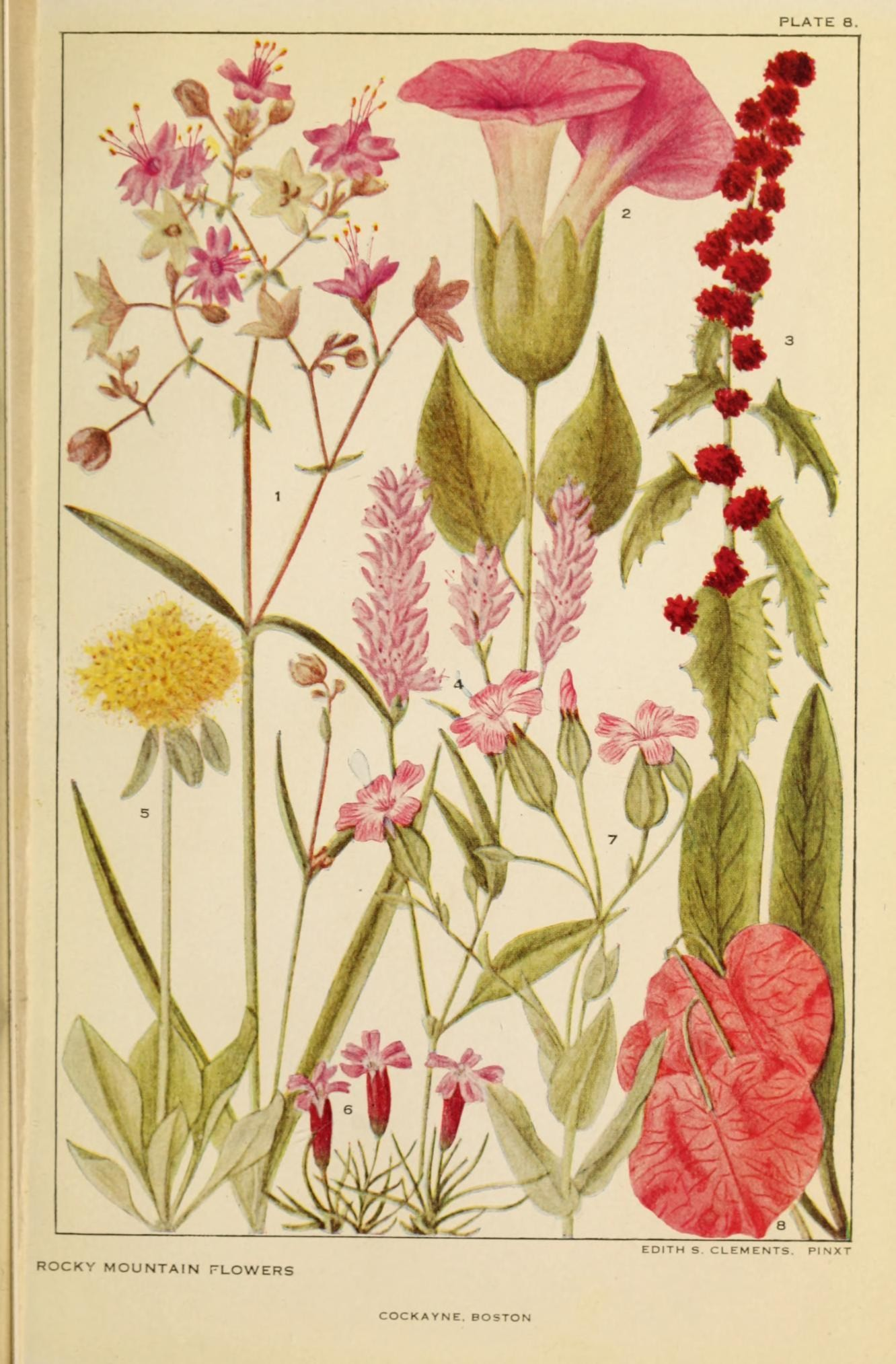
Tafel 8
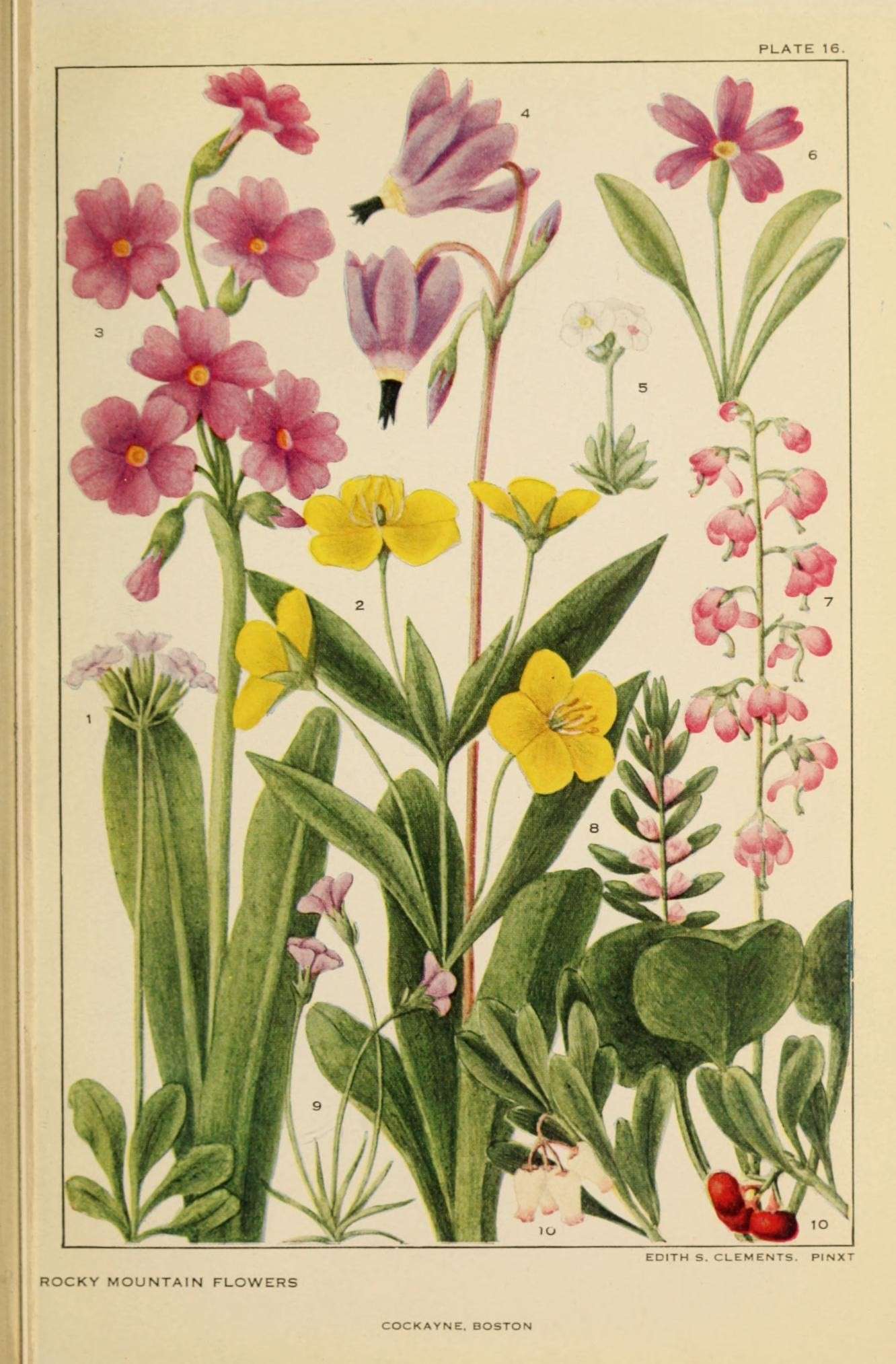
Tafel 16
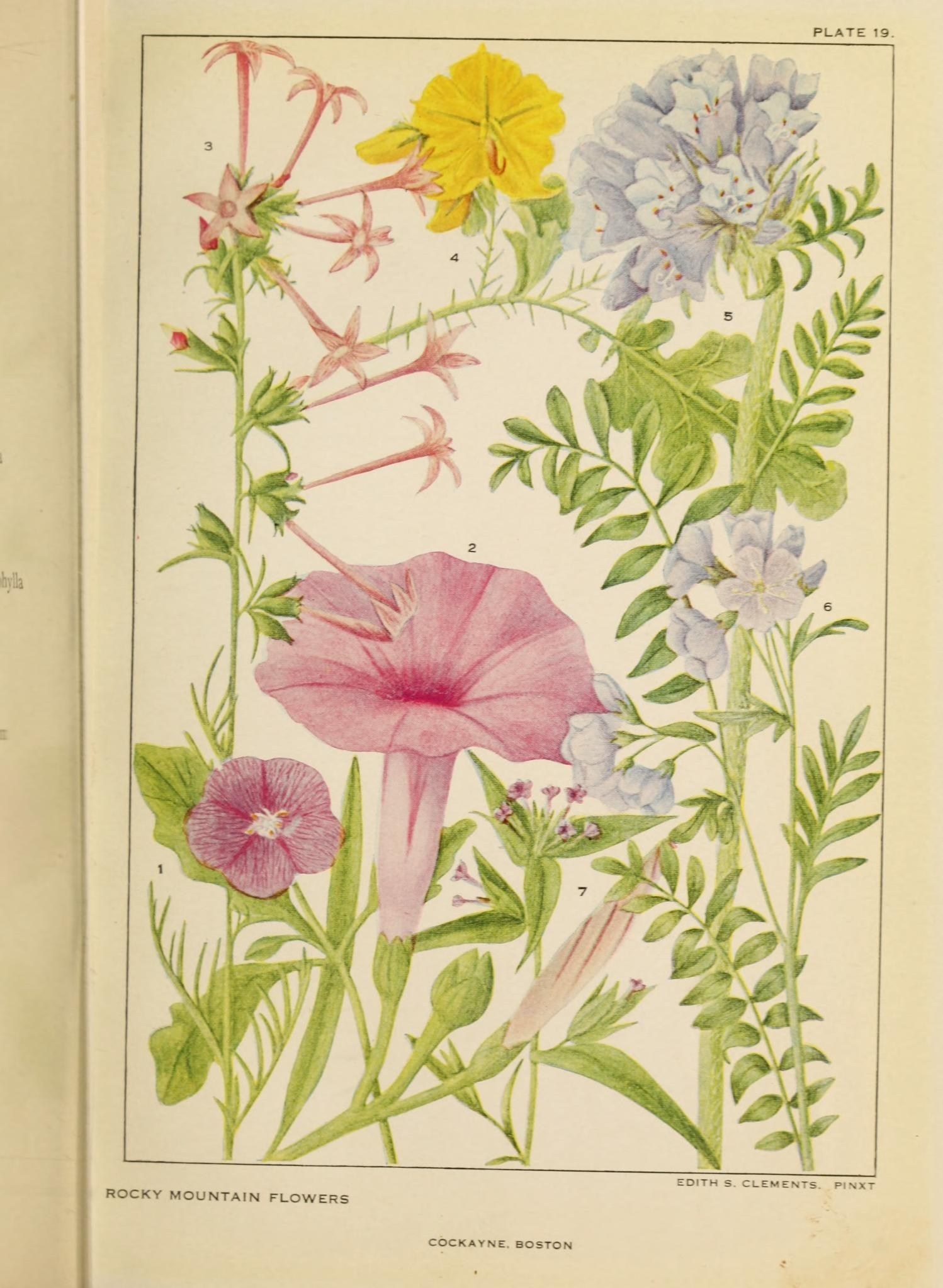
Tafel 19
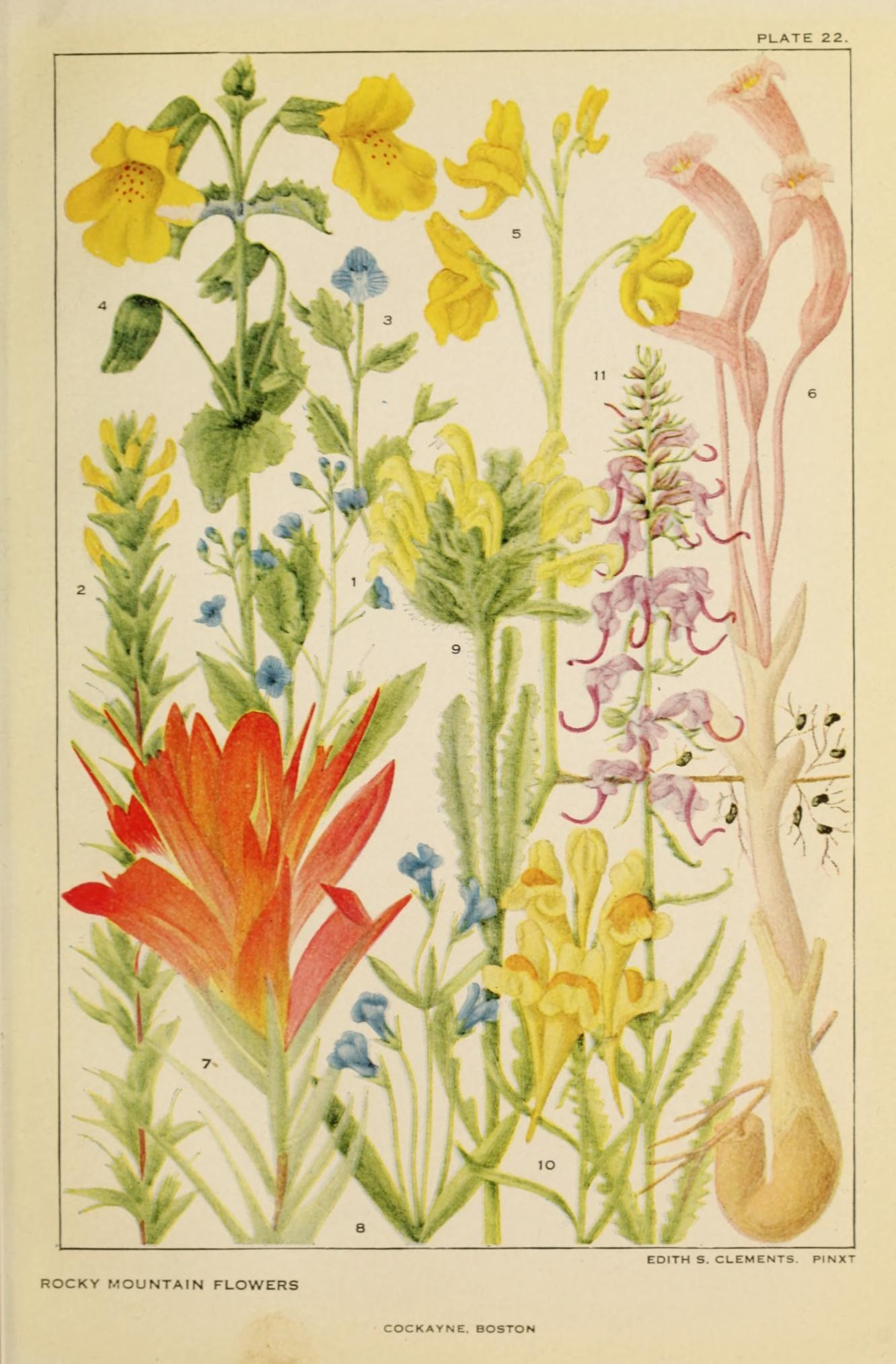
Tafel 22
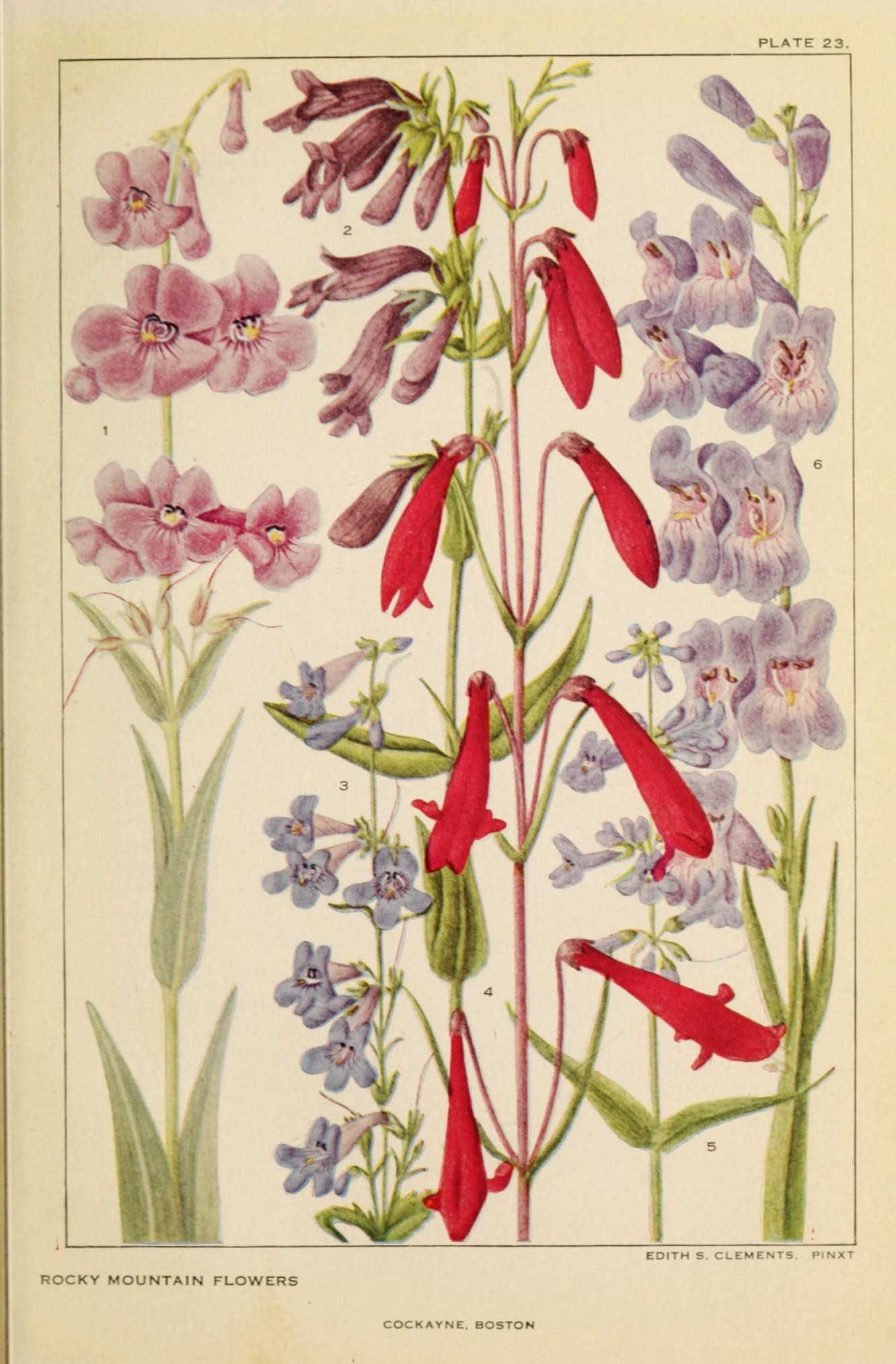
Tafel 23
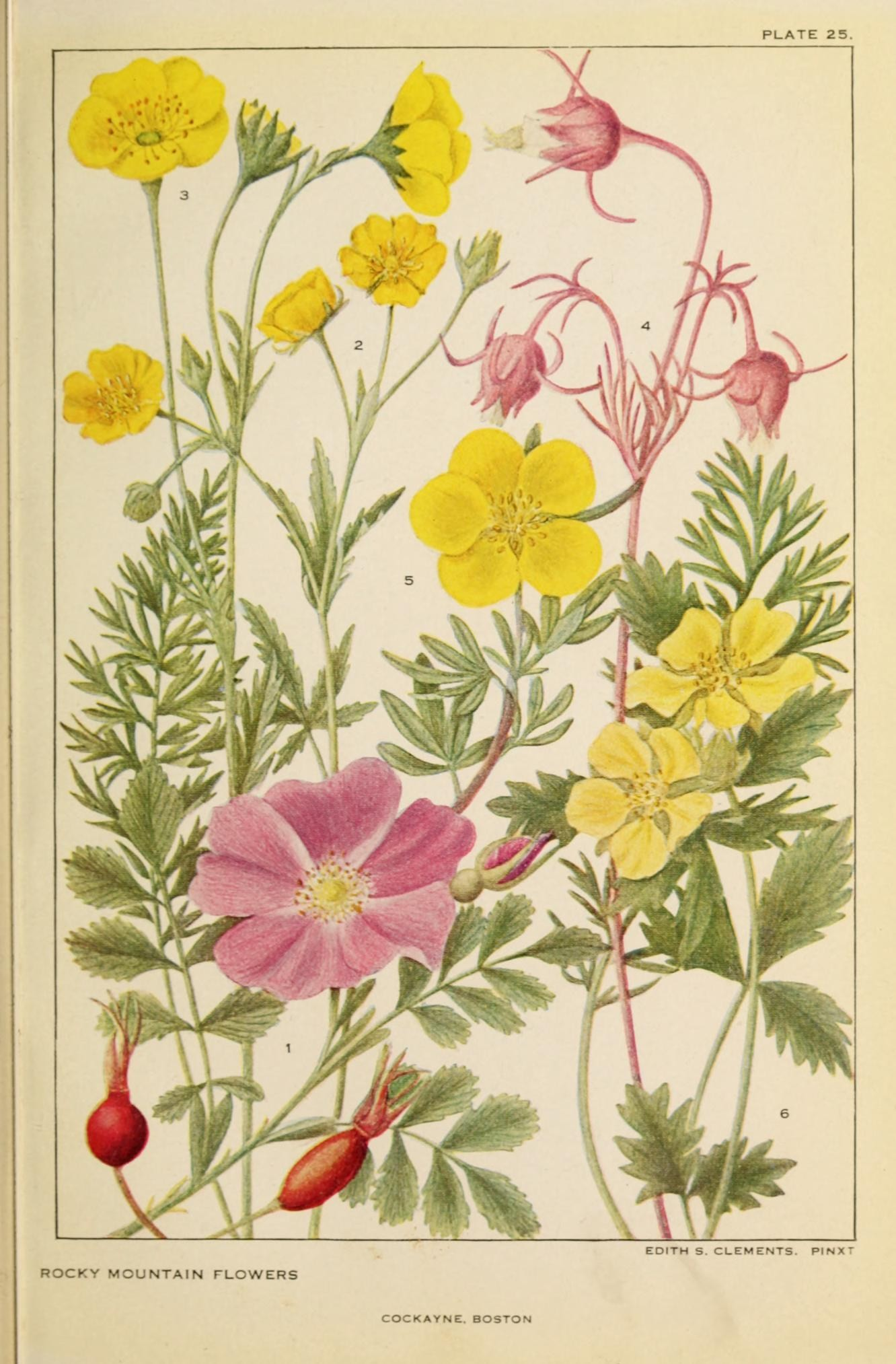
Tafel 25
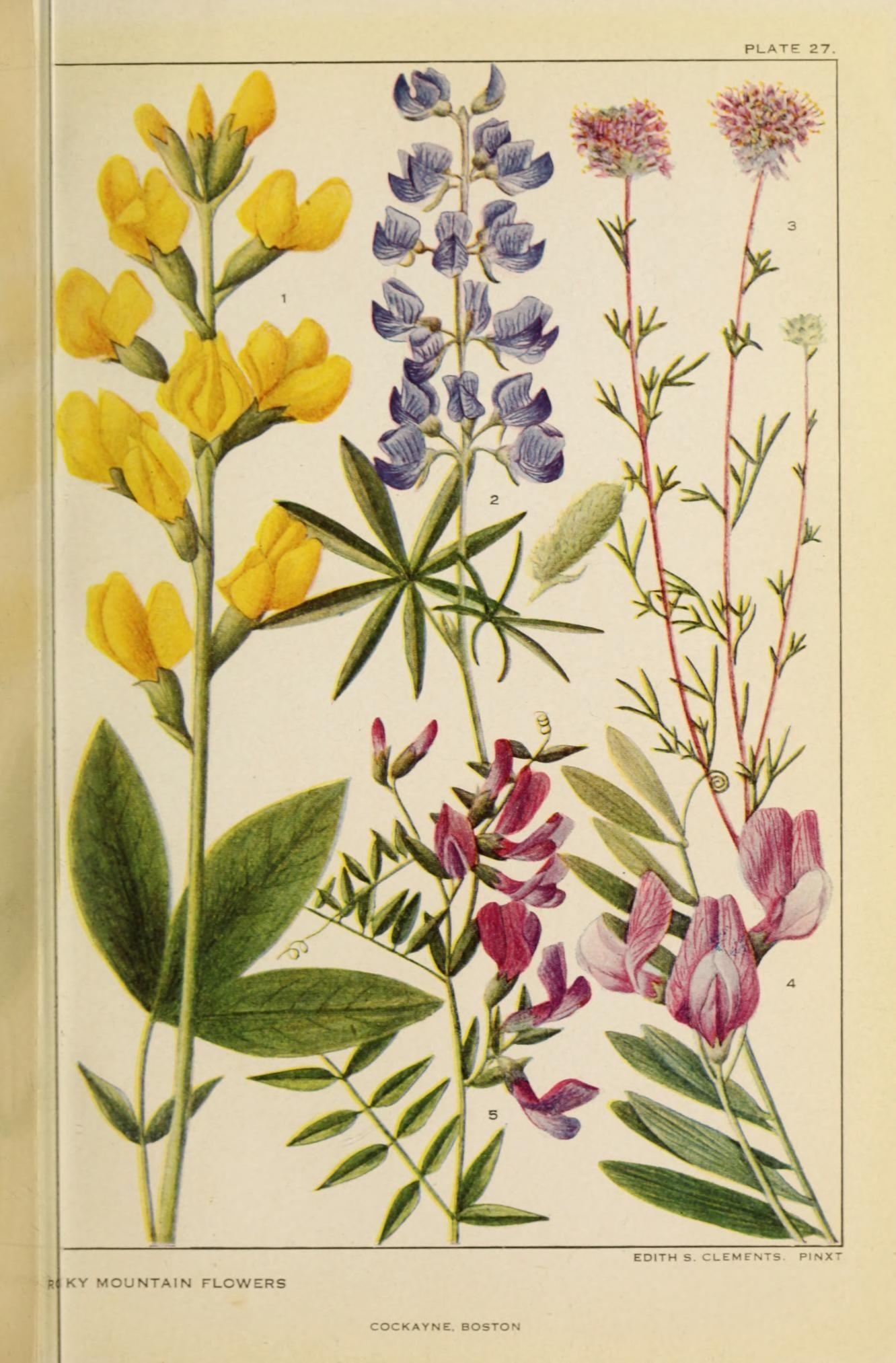
Tafel 27
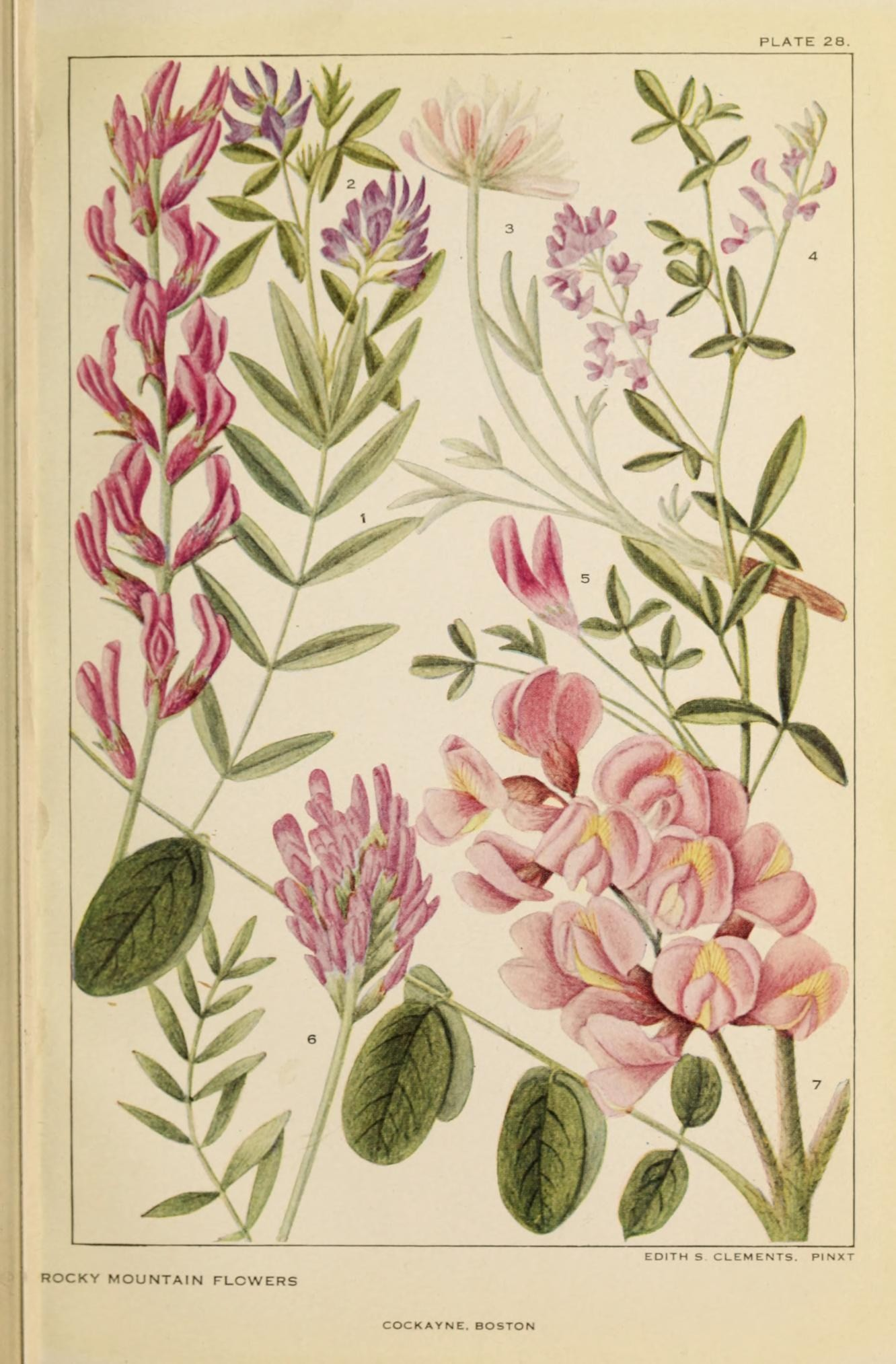
Tafel 28
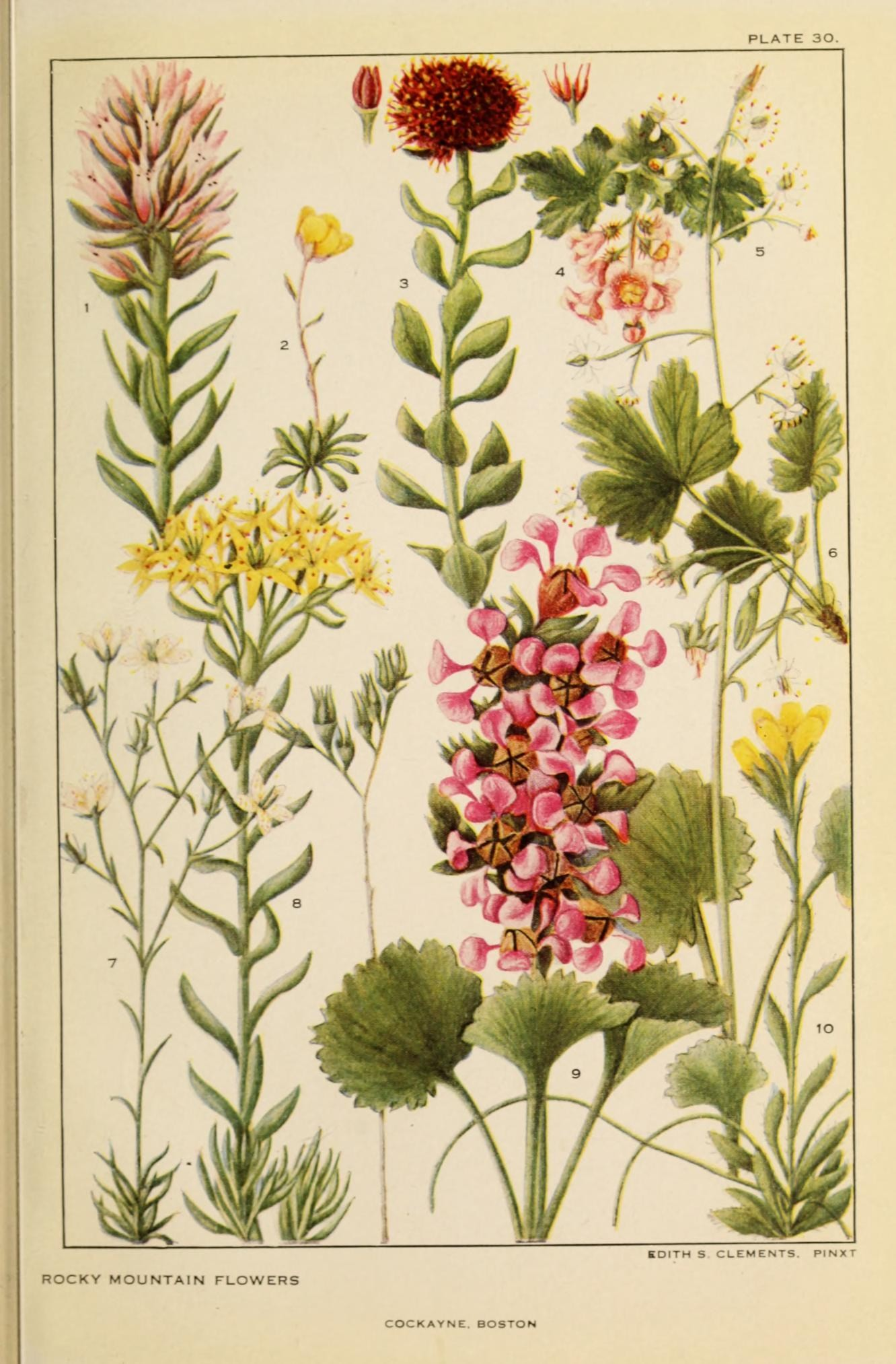
Tafel 30
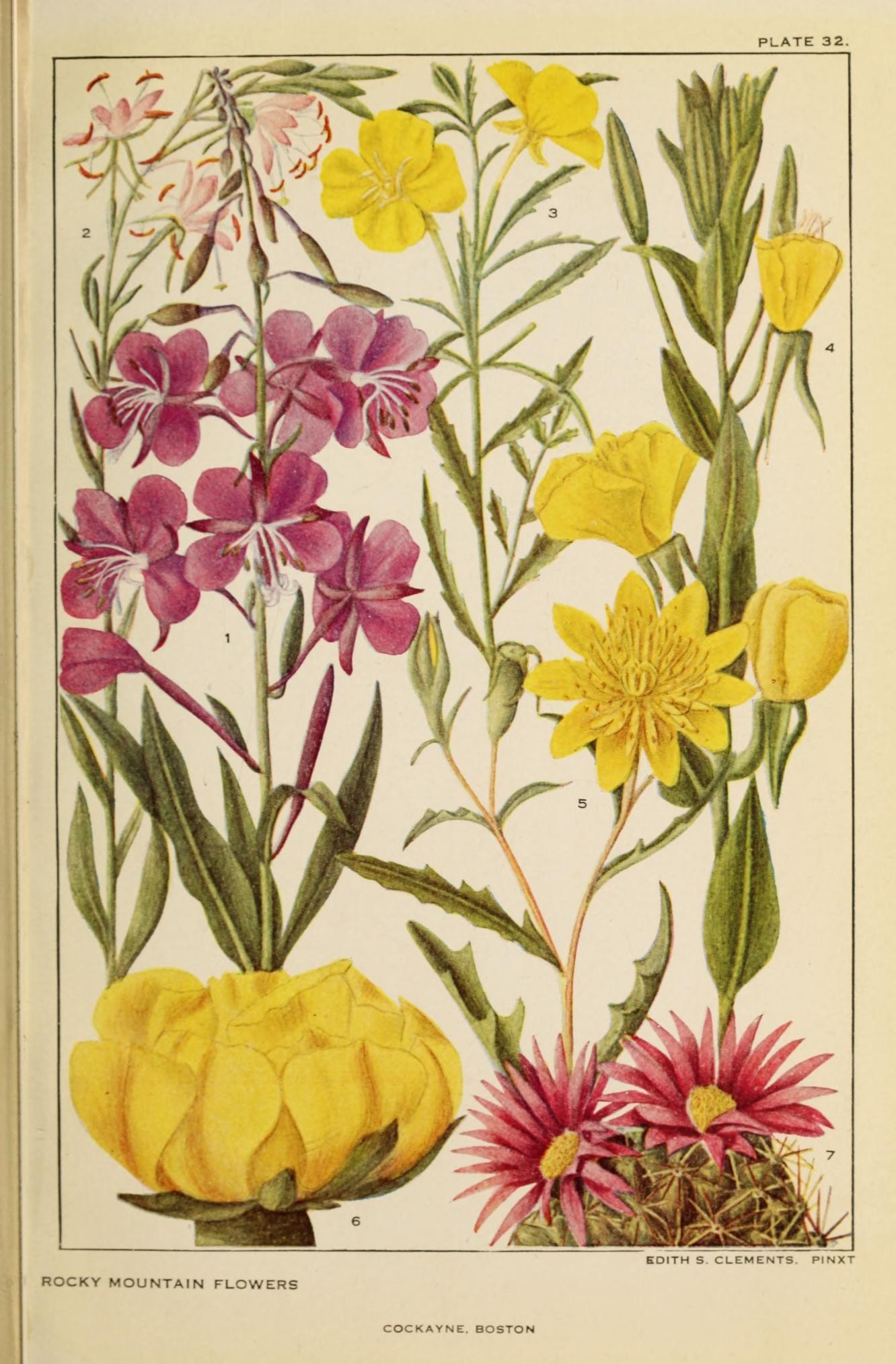
Tafel 32
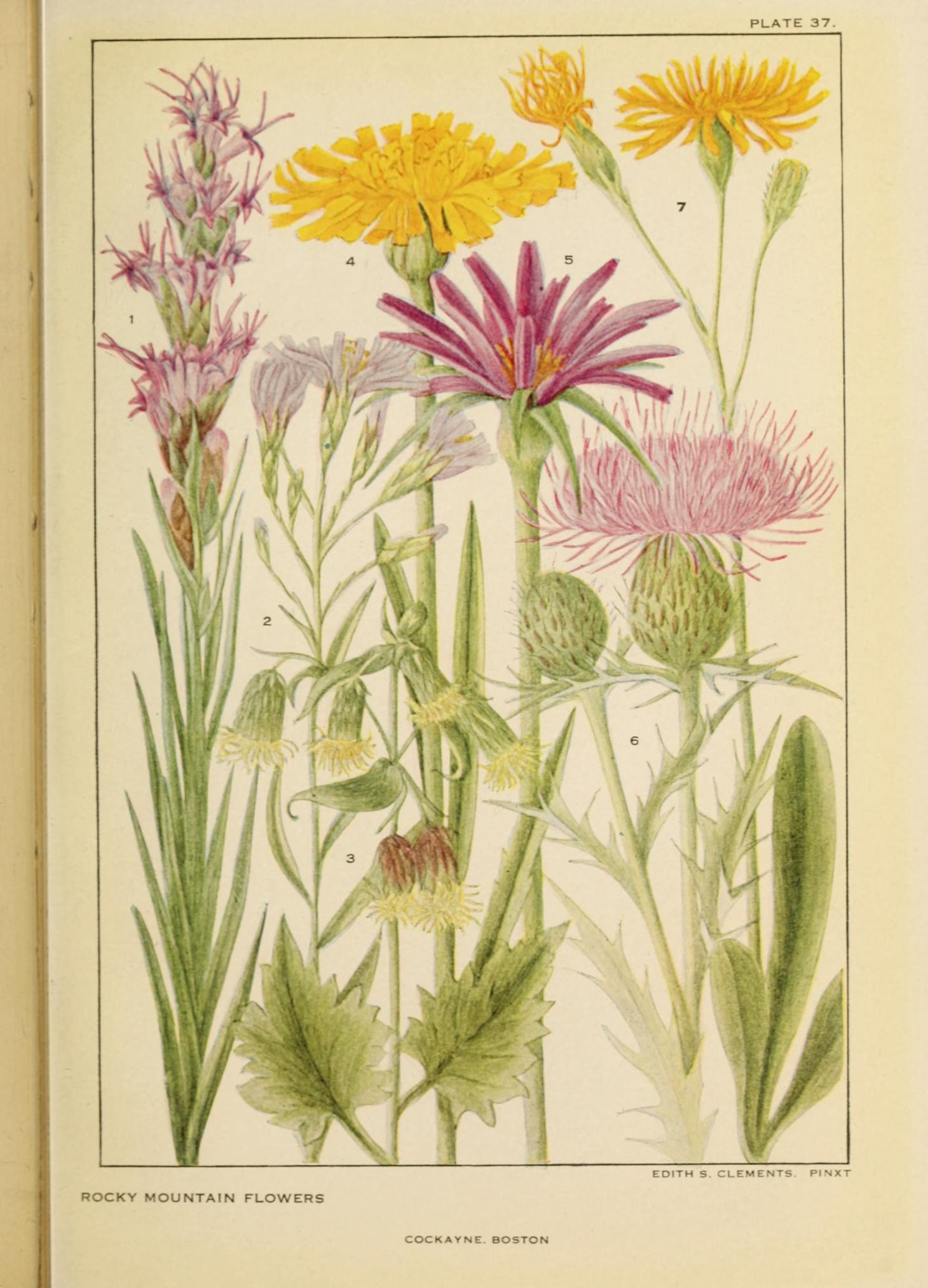
Tafel 37
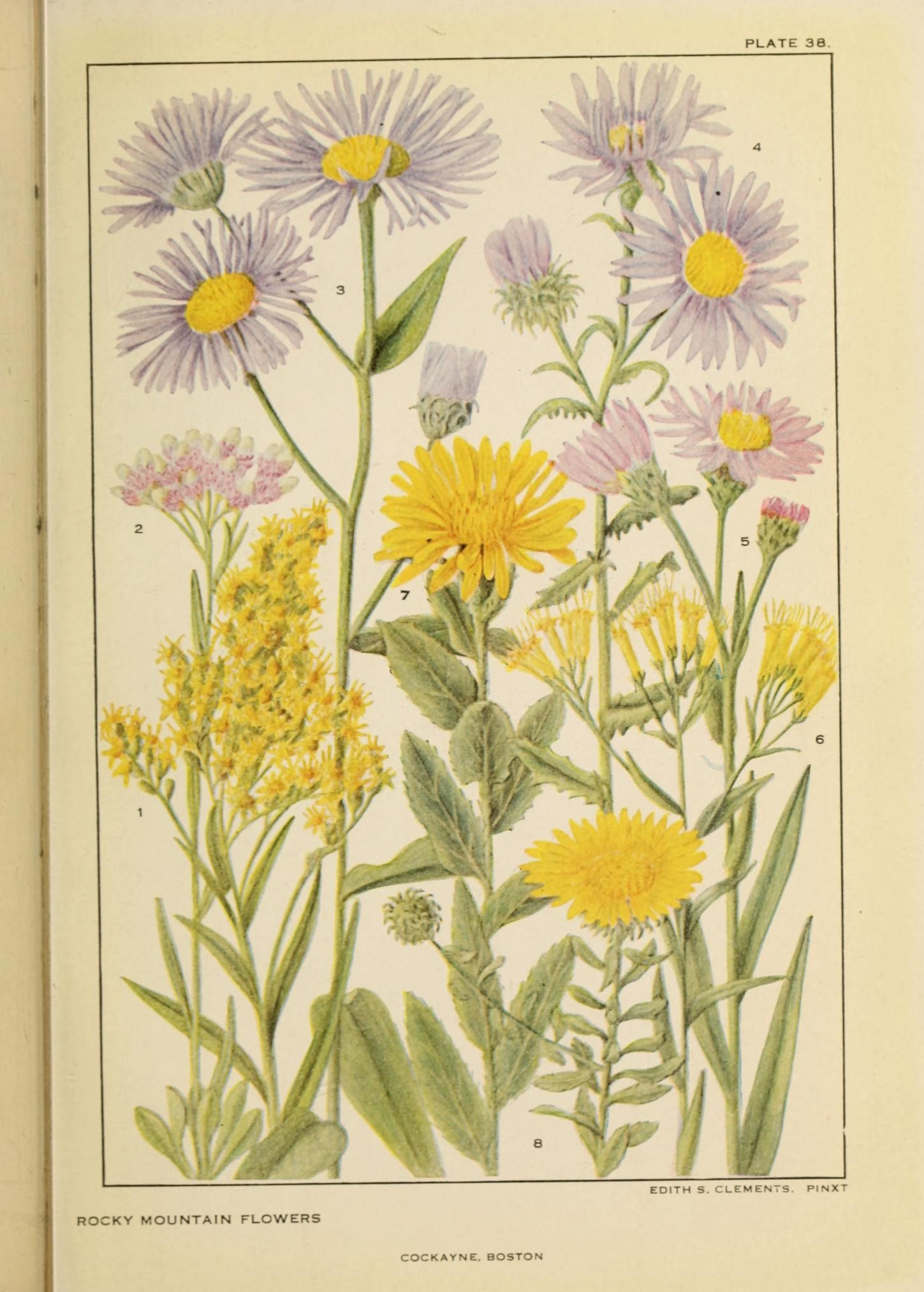
Tafel 38
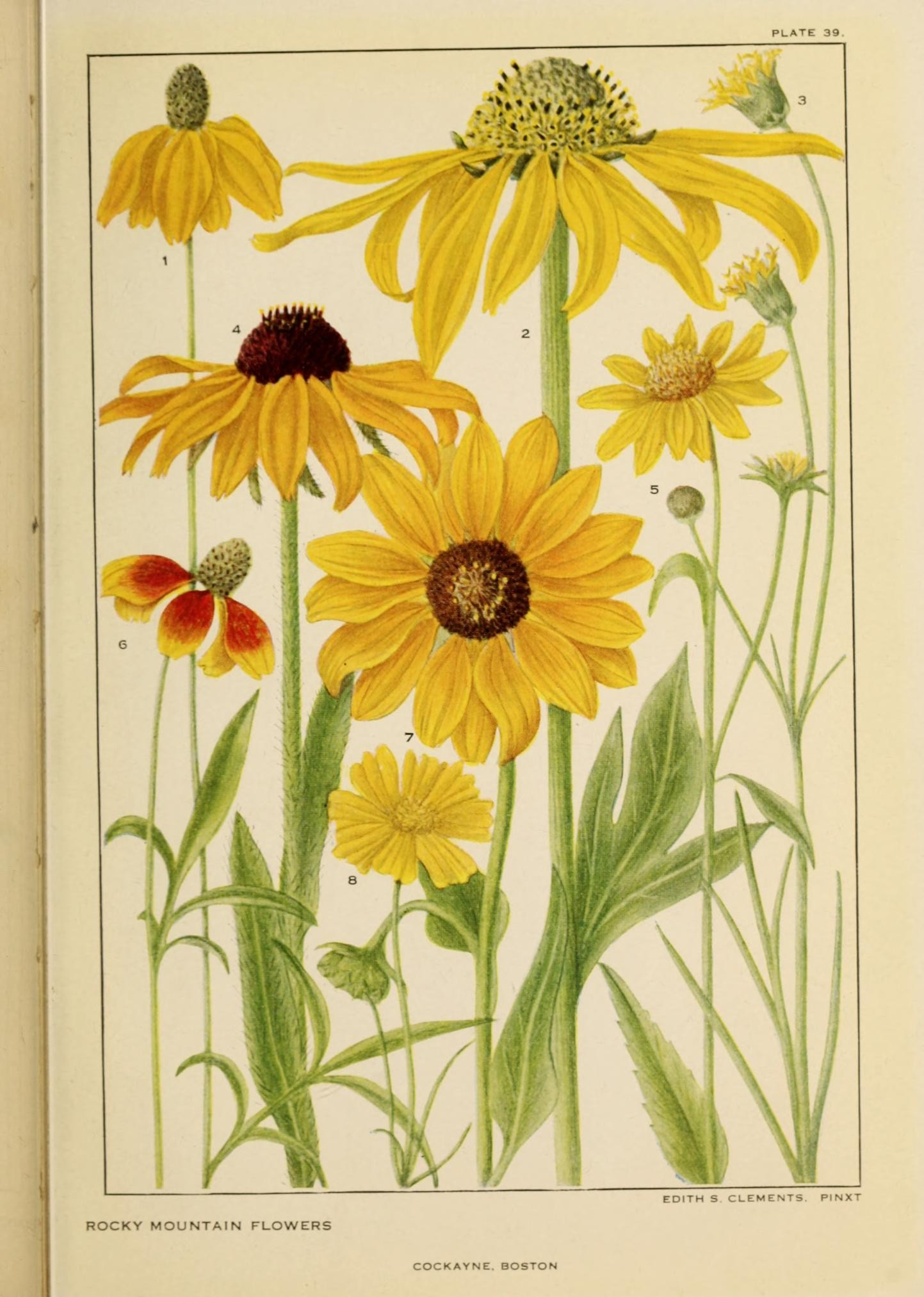
Tafel 39
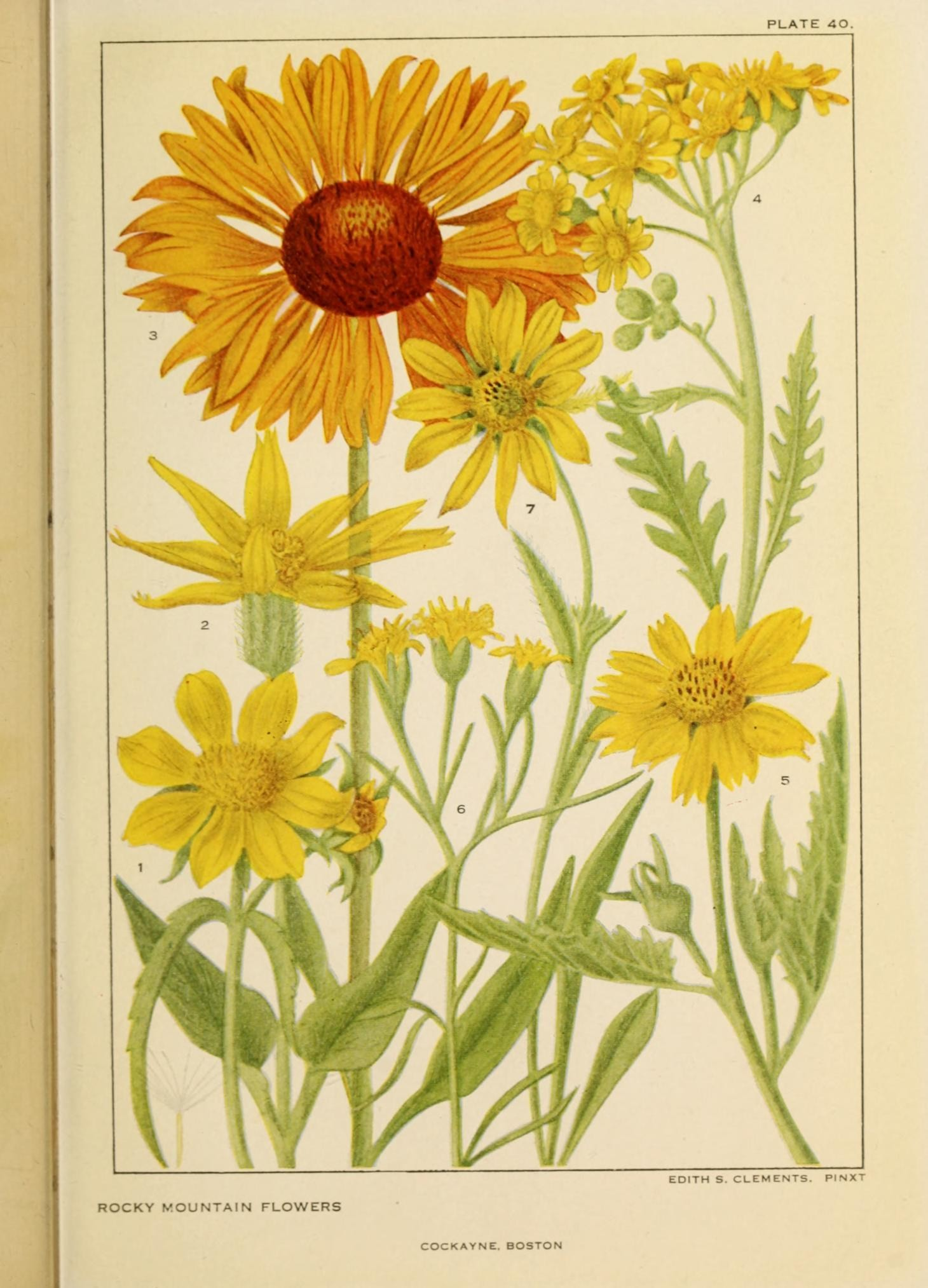
Tafel 40
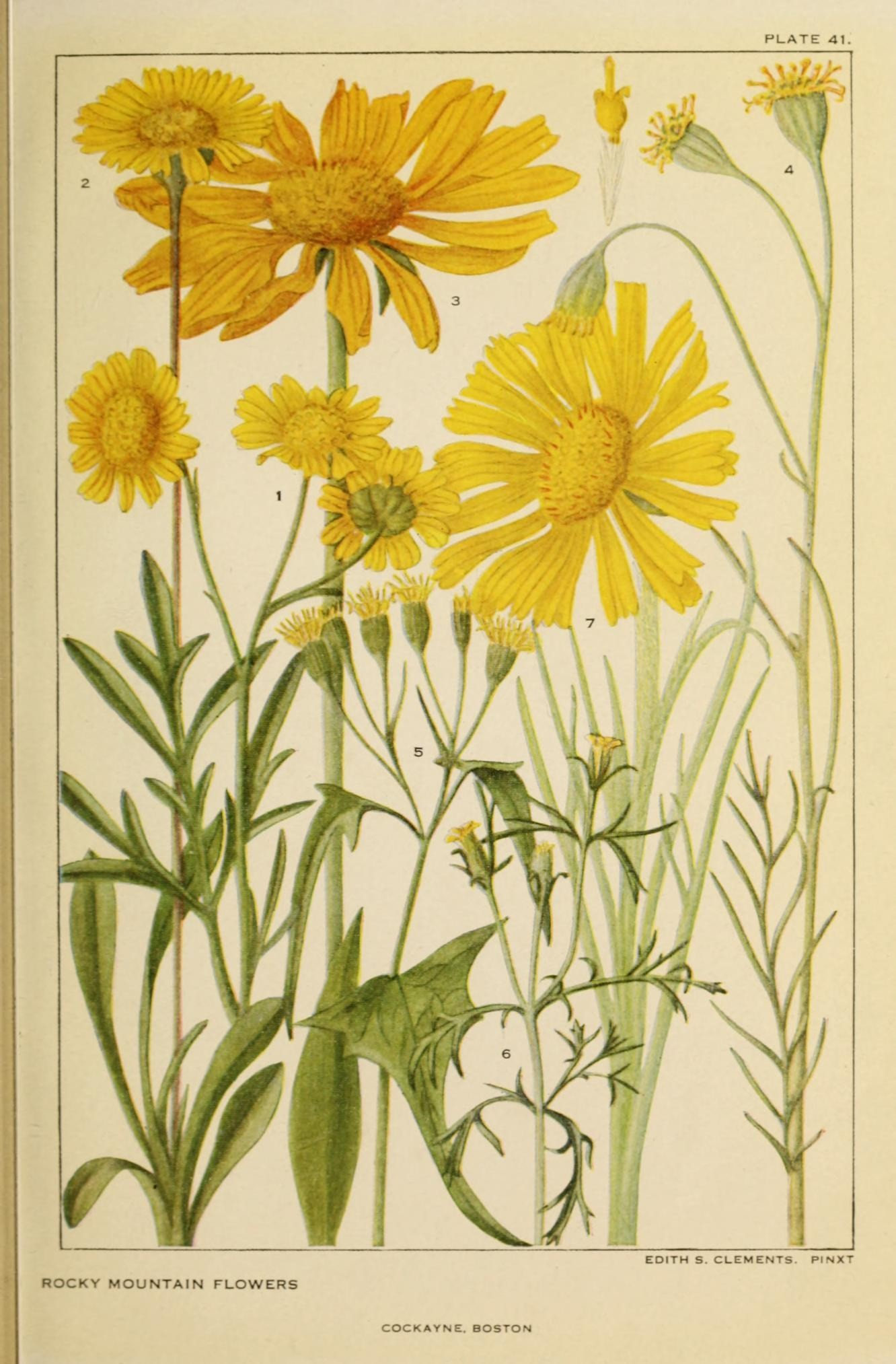
Tafel 41
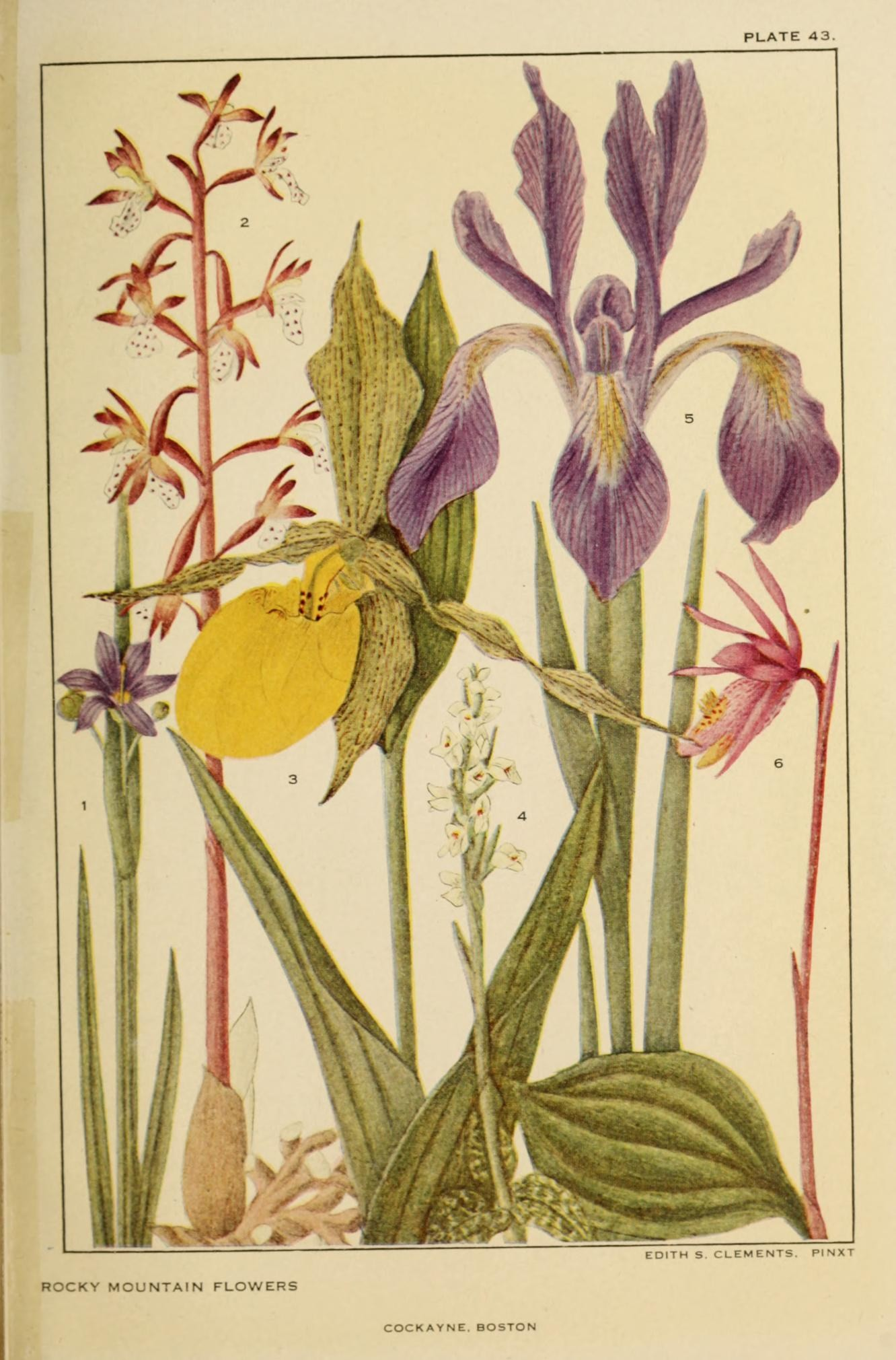
Tafel 43

## Veröffentlichungen
- mit Frederic Edward Clements: Cryptogamae Formationum Coloradensium. New York Botanical Garden, 1972.
- Flowers Of Mountain And Plain. Franklin Classics, 2018, ISBN 978-0-343-32773-6.
- The relation of leaf structure to physical factors. In: Transactions of the American Microscopical Society. 26, 1905, S. 19–98. doi:10.2307/3220956.
- mit F. E. Clements, C. L. Shear: The Genera of Fungi. H.W. Wilson, New York 1931.